# E-antigen
E-antigen, en viruspartikel tillhörande hepatit B-virus. Om en person är E-antigen-positiv, innebär det att vederbörande troligen är kronisk bärare av hepatit B-virus och därför kan smitta genom blodöverföring eller samlag.